# Dein ist mein ganzes Herz
«Dein ist mein ganzes Herz» (в русском поэтическом переводе — «Звуки твоих речей»; букв.: «Я отдал тебе моё сердце») ария принца Су-Хонга (тенор) из второго акта оперетты «Страна улыбок» Франца Легара на либретто Людвига Герцера и Фрица Лёнер-Беды (1929). Написана для австрийского тенора Рихарда Таубера, впервые исполнена им на премьере спектакля в берлинском Метрополь-театре 10 октября 1929 года.

## Текст

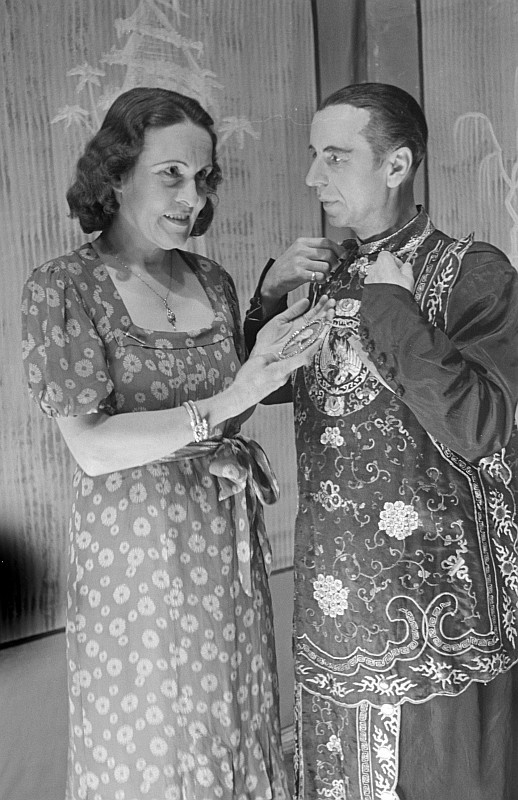
Принц Су-Хонг и Лиза. Постановка оперетты в Берлине, сентябрь 1945 года

## История
Ария принца Су-Хонга из оперетты «Страна улыбок» была написана Францем Легаром в 1929 году для австрийского тенора Рихарда Таубера, с которым композитора связывали творческое сотрудничество и дружба. Специально для певца Легар писал музыкальные номера, получившие название «тауберовские песни» или «тауберлиды» (нем. Tauberlied).
«Страна улыбок» стала авторской переработкой оперетты «Жёлтая кофта» (либретто Виктора Леона), поставленной в 1923 году в венском театре «Ан дер Вин» и не имевшей широкого успеха. Одной из причин возвращения Легара к его ранней работе на сюжет из китайской жизни стала болезнь певца — в начале 1929 года Таубер заболел ревматизмом и думал о завершении сценической карьеры. Костюм китайского принца Су-Хонга — широкое кимоно с длинными рукавами — позволял скрыть хромоту и затруднённость движений артиста.
Новый текст оперетты был написан либреттистами Людвигом Герцером и Фрицем Лёнер-Бедой. Коронная «тауберовская песня» появилась при участии самого певца — просмотрев ноты, Таубер выбрал вскользь проходившую в «Жёлтой кофте» тему, которая была разработана Легаром и стала мелодией арии героя. Композитор написал на нотном листе: «Милый Рихард! Вот тебе твоя „тауберлид“!!» Дарственная надпись датирована 17 августа 1929 года.
Ария Су-Хонга впервые прозвучала в исполнении Таубера на премьере спектакля в берлинском Метрополь-театре 10 октября 1929 года, и согласно критике, во многом определила успех оперетты.

Мелодия редкой красоты и трепетной нежности, заканчивающаяся экстатически высокой нотой — жемчужина творчества позднего Легара. Переливы мелодии здесь неожиданны и так сладостны, что при хорошем исполнении способны исторгнуть слёзы. Голос и манера Таубера представали здесь в самом выгодном свете.
Впоследствии ария стала «коронным номером» артиста, Таубер исполнял её на разных европейских языках, записывал на пластинки.
Ария Су-Хонга вошла в репертуар крупнейших теноров мира, в числе которых Николай Гедда, Фриц Вундерлих, Пласидо Доминго и другие.

## Сюжет
Действие «Страны улыбок» происходит в 1912 году в Вене и Китае, оперетта повествует о любви китайского принца и венской аристократки, закончившейся расставанием героев из-за несоответствия западных и восточных традиций. Ария принца Cу-Хонга звучит во втором акте.

## Комментарии
1. ↑  В др. переводах имя принца Су-Шонг,  Су-Чонг[1].